# 190 Trongate

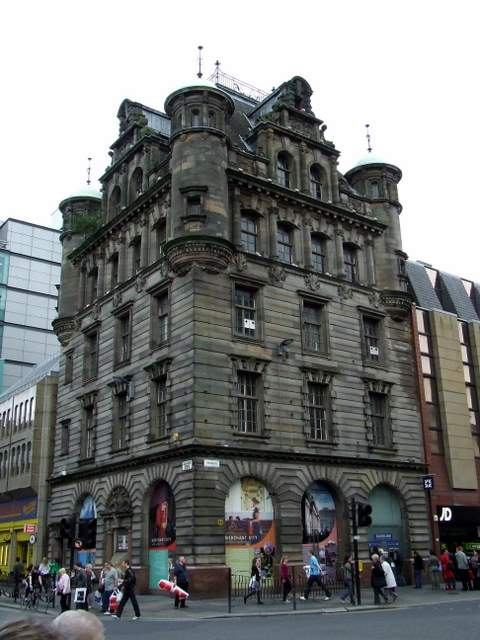
190 Trongate

Unter der Adresse 190 Trongate in der schottischen Stadt Glasgow befindet sich ein Geschäftsgebäude. 1970 wurde das Gebäude als Einzeldenkmal in die schottischen Denkmallisten in der höchsten Denkmalkategorie A aufgenommen.

## Geschichte
Auftraggeber war die National Bank of Scotland (heute Teil der Royal Bank of Scotland), die dort eine Zweigstelle unterhielt. Als das Unternehmen das Grundstück im Juli 1897 für 13.825 £ erwarb, war das dort zuvor befindliche Herrenhaus Shawfield Mansion bereits seit vier Jahren abgebrochen gewesen. Mit dem Entwurf betraute es den schottischen Architekten Thomas Purves Marwick, der im Mai 1901 seinen Entwurf vorstellte, der eine Woche später angenommen wurde. Den Bau führte das Unternehmen Muir & Son ab November desselben Jahres aus, wobei Kosten in Höhe von 9427 £ entstanden. Weitere 400 £ wurden bewilligt, um Stein aus Plean anstatt dem geplanten Stein aus Giffnock zu verwenden. Die Skulpturierung schuf William Birnie Rhind. Vor 1981 wurde das Gebäude erweitert.

## Beschreibung
Es handelt sich um das Eckhaus zwischen Glassford Street und Trongate am Ostrand des Glasgower Stadtzentrums. Das vierstöckige Geschäftshaus ist im Stile der Neorenaissance ausgestaltet. Entlang der Glassford Street ist die Fassade vier, entlang dem Trongate drei Achsen weit. Im Erdgeschoss schließen sämtliche Öffnungen mit Rundbögen. Das Eingangsportal entlang der Glassford Street ist mit dorischen Säulen und reich skulpturiertem Tympanum gestaltet. Während auf Höhe des Erdgeschosses das Mauerwerk rustiziert ist, sind die Fassaden entlang der Obergeschosse mit alternierenden Bändern ornamentiert. Oberhalb des Kranzgesimses sind ornamentierte Zwerchgiebel fortgeführt. An den Kanten kragen Ecktürmchen aus.